# 유고스
유고스(Yuggoth 혹은 Iukkoth)는 하워드 필립스 러브크래프트의 크툴후 신화에 등장하는 가상의 해왕성 바깥 천체이다. 러브크래프트는 유고스가 곧 왜행성인 명왕성이라고 밝혔으나, 유고스를 해왕성 궤도 너머의 미발견된 거대한 천체로 받아들인 작가들도 존재한다.

## 신화
"유고스는... 우리 태양계 가장자리에 있는 기묘한 검은 구체이다... 유고스에는 검은 돌로 테라스형으로 건설된 거대한 도시들이 존재한다... 그곳에서 태양은 다른 별들과 다를 바 없으나, 그 곳의 존재들은 빛을 필요로 하지 않는다. 그들은 다른 섬세한 감각을 갖고 있으며, 그들의 거대한 주택과 신전에 창문을 내지 않는다... 이 존재들이 유고스에 도착하기도 전에, 우주의 공동 속에서 솟아난 고대의 옛 종족이 건설한 기묘한 거대한 다리 밑으로는 검은 송진의 강이 흐르니, 설령 단테나 포라도 이것을 보며 미치지 않을 수 없으리...
- 하워드 필립스 러브크래프트, 〈어둠 속의 속삭임〉
유고스는 외계의 종족 미-고가 식민지로 삼은 곳이다. 미-고의 도시는 그들이 두려워하는 어느 고대의 존재가 살고 있는 거대한 구덩이의 주변에 세워져 있는데, 이 존재가 구덩이에서 솟아나올 때면 도시를 버리고 이주한다. 유고스에서 미-고는 토클(tok'l)이라 불리는 기이한 금속을 채취하는데, 토클 금속은 미-고의 악명 높은 "뇌 깡통"을 만들거나 다른 제식용으로 쓰인다.
유고스의 구덩이의 존재는 크샤크슈클루스(Cxaxukluth)이다. 그는 샤토가 및 그 부모와 함께 조스(Xoth)에서 유고스로 이주했다. 크샤크슈클루스의 자식들은 그의 식인 습관때문에 부모를 버리고 유고스의 깊은 구덩이로 몸을 숨겼다가 곧 유고스를 버리고 떠났으나, 크샤크슈클루스는 현재까지도 그곳에 머무르고 있다.

### 유고스의 달
유고스에는 니톤, 토그, 토크의 세 개의 달이 있다. 니톤은 태양빛을 막아버리는 구름과 균사체로 뒤덮여 있으며, 토그와 토크는 유고스의 쌍둥이달로 자세히 알려진 바가 없다. 토그의 표면에는 쇼고스들이 첨벙이는 것으로 알려진 고라지역(Ghooric Zone)이라는 지하동굴이 존재한다.